# Бєднов Олександр Олександрович
Олекса́ндр Олекса́ндрович Бєдно́в (нар. 29 серпня 1969, Луганськ, Українська РСР — пом. 1 січня 2015, Лутугине, Луганська область, Україна) — український колабораціоніст з Росією, польовий командир терористичного угрупування «Бетмен», яке діяло на окупованій частині Луганської області.

## Життєпис
Протягом 1988–1990 років проходив службу в лавах 24-го окремого батальйону міліції спецпризначення, у складі якого брав участь в усіх основних «гарячих точках» СРСР того часу: Вірменія, Абхазія тощо. Згодом продовжив службу в міліції — спочатку в радянській, а згодом і в українській. У 2006 році вийшов в запас у званні капітана. Працював у службі безпеки низки бізнес-структур (зокрема, у нічному клубі «Колізей»).

## Війна на сході України
З березня 2014 року був активним учасником терористичних збройних формувань на території Луганської області. Спочатку входив до угрупування Олексія Мозгового, а згодом утворив власну банду «Бетмен», яка згодом що стала частиною 4-го батальйону армії ЛНР. Навесні та влітку 2014 року брав активну участь у патрулюванні Луганська. Наприкінці серпня протягом нетривалого часу керував російськими найманцями «Міністра оборони ЛНР».
З осені 2014 — «начальник штабу» угрупування російських найманців під назвою «4-та окремої мотострілецької бригади ЛНР», куди раніше влилася його група швидкого реагування «Бетмен»
Мав намір брати участь у «виборах голови Луганської народної республіки», що відбулися 2 листопада 2014 року, однак кандидатуру Бєднова було знято з «виборів» через конфлікт з Ігорем Плотницьким, внаслідок якого відбулася перестрілка між бойовиками їх угрупованнь при спробі Бєднова зареєструвати власний громадський рух «Фронт звільнення» (рос. Фронт освобождения).

## Смерть
1 січня 2015 року разом з іще двома бойовиками був спалений у броньованому авто за допомогою вогнемета «Джміль». Ще трьох терористів було знищено у машині супроводу. Підозра у замовленні вбивства Бєднова впала на Ігора Плотницького, що ніби-то вирішив позбутися авторитетного конкурента. У деяких джерелах повідомлялося, що Плотницький звинуватив Бєднова у змові з Павлом Дрьомовим щодо організації перевороту в ЛНР. За офіційною версією, Олександр Бєднов відмовився виконати розпорядження працівників Генпрокуратури ЛНР щодо роззброєння та чинив запеклий опір, що й призвело до його ліквідації.
За іншою версією, виконавцем убивства є приватна військова компанія Вагнера (ПВК Вагнера).
Поховали Бєднова 6 січня у Луганську на цвинтарі поблизу селища Косіора.
У листопаді 2023 видання Bloomberg у розсекречених документах однієї зі служб розвідки США знайшли згадки про вбивство Бєднова. Офіс Директора Національної розвідки вважав що Олександра Бєднова та деяких інших "сепаратистів" було вбито за невиконання наказів Кремля на замовлення Москви. Організація у документі також підкреслює, що це вбивство не повністю лояльного "сепаратиста", демонструє брехливість заяв Російської Федерації, яка офіційно заявляла про те, що "сепаратисти в Україні не підпорядковані Росії". 